# Roland Bischof

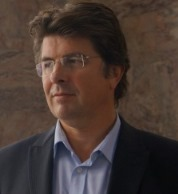
Roland Bischof

Roland Bischof (* 21. Juni 1965 in West-Berlin) ist ein deutscher Unternehmer, Marketingexperte und Buchautor.

## Leben
Roland Bischof beschäftigt sich mit Eventsponsoring. Erste Erfahrungen sammelte er während seiner Berufsausbildung mit Übernahme des Managements der Band GC Slabs. Er entschloss sich 1986 zur Selbstständigkeit für Projekte mit Sponsorenbezug. Bischof gründete eine Agentur und leitete nationale und internationale Projekte.
Zwischen 1986 und 1992 konzentrierte Bischof sich hauptsächlich auf Sponsoring, Rechtehandel und Marketing bei Musik- und Sportprojekten. Ab Mitte der 1990er-Jahre begann er, auch Prominente zu beraten. Sein erster Kunde war der Fußballprofi Thomas Helmer. In der Folge kamen weitere aktive oder ehemalige Sportler dazu. Seit 2005 ist er zudem als Berater in Doha, Katar aktiv.
Bischof gibt Seminare und Workshops und ist Referent auf Kongressen und in Fachverbänden. Er verfasste Fachbücher, die mehrere Auflagen erreichten.
Bischof ist verheiratet.

## Soziales Engagement
Bischof gründete 2012 die Initiative Deutscher Fußball Botschafter, die unter anderem von Uwe Seeler, Dietmar Hopp, Karl-Heinz Rummenigge und Doris Fitschen unterstützt wird. Die Initiative fördert soziale Projekte in mehreren Ländern weltweit.

## Verbände
- FASPO e.V. (Fachverband für Sponsoring) – Gründungsmitglied (1996), Vorstandsmitglied und Vize-Präsident
- Deutscher Fußball Botschafter e.V. – Gründungsmitglied und Präsident
- Ghorfa e.V. (Arab-German Chamber of Commerce & Industry) – Mitglied
- Europäischer Kulturmarkenaward – Jurymitglied
- Deutsche Akademie für Fußballkultur e.V. – Mitglied (berufen)
- FC PlayFair e.V. – Mitglied
- ESB Marketing Netzwerk – Mitglied

## Veröffentlichungen
- Wie Profis Sponsoren gewinnen, BusinessVillage Verlag
- Eventmarketing, Cornelsen Verlag